# Jan Gardavský
Jan Gardavský (* 1. April 1989 in Opava) ist ein tschechischer Grasskiläufer. Er gehört der tschechischen Grasski-Nationalmannschaft an, wurde 2011 Vizeweltmeister im Super-G, gewann insgesamt neun Juniorenweltmeistertitel und siegte bisher in zwei Weltcuprennen.

## Biografie
Gardavskýs erstes Großereignis war die Juniorenweltmeisterschaft im Juli 2004 in Rettenbach, bei der er als bestes Resultat den achten Platz im Super-G erreichte. Im August desselben Jahres bestritt er in Nové Město na Moravě seine ersten Weltcuprennen. In den beiden Riesenslaloms konnte er sich nicht für den zweiten Durchgang qualifizieren, im Super-G holte er mit Platz 26 erstmals Weltcuppunkte. In der Weltcupsaison 2005 fuhr Gardavský viermal unter die schnellsten 20, sein bestes Resultat war der zwölfte Platz im zweiten Super-G von Forni di Sopra. Im Gesamtweltcup belegte er damit punktegleich mit seinem Landsmann Michal Klimeš den 15. Rang. Bei der Juniorenweltmeisterschaft im Juli 2005 gewann Gardavský seinen ersten von insgesamt neun Titeln. Vor dem Österreicher Marc Zickbauer und dem Tschechen Lukáš Brýdl wurde er Juniorenweltmeister im Super-G. Im Riesenslalom belegte er Platz vier, im Slalom und somit auch in der Kombination schied er jedoch aus. Im selben Jahr nahm er in Dizin auch an seiner ersten Weltmeisterschaft in der Allgemeinen Klasse teil. Dabei kam er in allen Bewerben in die Top 30, sein bestes Resultat war der 23. Platz in der Kombination.
In den sieben Weltcuprennen der Saison 2006 fuhr Gardavský fünfmal unter die schnellsten zehn und erreichte damit den achten Platz im Gesamtklassement. Seine besten Rennergebnisse waren zwei fünfte Plätze im Slalom von České Petrovice und im zweiten Super-G von Forni di Sopra. Bei der Juniorenweltmeisterschaft 2006 in Horní Lhota holte der Tscheche drei Medaillen. Er gewann Gold im Slalom, Silber in der Kombination und Bronze im Riesenslalom; im Super-G wurde er Vierter. Im nächsten Jahr konnte sich Gardavský bei der Junioren-WM 2007 in Welschnofen noch weiter steigern und gewann in den Disziplinen Riesenslalom, Super-G und Super-Kombination drei Goldmedaillen; nur im Slalom kam er nicht in die Wertung. Zwei Top-10-Plätze erreichte er bei der Weltmeisterschaft 2007 in Olešnice v Orlických horách. Er wurde Siebenter im Super-G, Neunter in der Super-Kombination und Zwölfter im Riesenslalom. Im Gesamtweltcup fiel er in der Saison 2007 trotz vierer Top-10-Plätze (bestes Resultat war der vierte Platz in der Super-Kombination von Forni di Sopra) auf den 15. Rang zurück.
Am 16. August 2008 feierte Jan Gardavský im Super-G von Marbachegg seinen ersten Weltcupsieg. Ein weiterer Podestplatz gelang ihm am 6. September mit Platz drei im Riesenslalom von Forni di Sopra, zeitgleich mit dem Italiener Riccardo Lorenzone. Mit weiteren zwei Top-10-Ergebnissen belegte er in der Saison 2008 den zehnten Platz im Gesamtweltcup. Zwei Goldmedaillen gewann Gardavský bei der Juniorenweltmeisterschaft 2008 in Rieden. Er siegte im Super-G und in der Super-Kombination und wurde Vierter im Slalom. Im Riesenslalom belegte er jedoch nach Laufbestzeit im ersten Durchgang wegen eines schweren Fehlers im zweiten Lauf nur den 32. und zugleich letzten Platz. Der zweite Weltcupsieg gelang dem Tschechen am 13. September 2009 im letzten Rennen der Weltcupsaison 2009. Zeitgleich mit seinem Landsmann Jan Němec gewann er die Super-Kombination in Forni di Sopra. Zuvor hatte er bereits den dritten Platz im Riesenslalom von Maria Gugging sowie weitere fünf Top-10-Ergebnisse erreicht, womit er im Gesamtweltcup auf Platz sechs kam. Bei der Juniorenweltmeisterschaft 2009 in Horní Lhota klassierte sich der Tscheche in allen Bewerben unter den besten drei. Er wurde Dritter im Riesenslalom, Zweiter im Slalom und gewann wie im Vorjahr den Super-G und die Super-Kombination. Damit holte er seinen insgesamt neunten Junioren-Weltmeistertitel. Zwei sechste Plätze im Super-G und in der Super-Kombination erzielte Gardavský bei der Weltmeisterschaft 2009 in Rettenbach. Im Slalom und im Riesenslalom erreichte er nicht das Ziel.
In der Saison 2010 blieb Gardavský im Gegensatz zu den Vorjahren ohne Siege oder Podestplätze. Seine besten Weltcupergebnisse waren zwei vierte Plätze in den Slaloms von Čenkovice und Faistenau. Mit insgesamt fünf Top-10-Ergebnissen wurde er Siebenter im Gesamtweltcup. Der Sprung auf das Podest gelang ihm wieder in der Saison 2011, in der er in drei Weltcuprennen unter die schnellsten drei fuhr. Im Gesamtweltcup erreichte er den fünften Platz und damit sein bisher bestes Gesamtergebnis. Bei der Weltmeisterschaft 2011 in Goldingen gewann Gardavský hinter Jan Němec die Silbermedaille im Super-G und wurde Vierter im Riesenslalom. Im Slalom und in der Super-Kombination schied er aus. In der Saison 2012 nahm Gardavský nur an insgesamt drei Weltcuprennen in Marbachegg und Předklášteří teil, bei denen er sich zwischen Rang fünf und Rang sieben platzierte.
Im Winter nimmt Gardavský auch an Wettbewerben im Alpinen Skisport teil. Bei FIS-Rennen fuhr er bisher zwölfmal unter die besten 20, bei den tschechischen Meisterschaften ist sein bestes Ergebnis der 15. Rang im Super-G des Jahres 2011. Im Jahr 2007 bestritt er auch zwei Rennen im Europacup, blieb dabei aber weit von den Punkterängen entfernt. Im Jahr 2009 nahm er an den Junioren-Weltmeisterschaften in Garmisch-Partenkirchen teil und belegte Rang 50 im Super-G und Rang 65 in der Abfahrt.

## Erfolge

### Weltmeisterschaften
- Dizin 2005: 23. Kombination, 24. Riesenslalom, 26. Slalom, 28. Super-G
- Olešnice v Orlických horách 2007: 7. Super-G, 9. Super-Kombination, 12. Riesenslalom
- Rettenbach 2009: 6. Super-G, 6. Super-Kombination
- Goldingen 2011: 2. Super-G, 4. Riesenslalom

### Juniorenweltmeisterschaften
- Rettenbach 2004: 8. Super-G, 26. Riesenslalom
- Nové Město na Moravě 2005: 1. Super-G, 4. Riesenslalom
- Horní Lhota u Ostravy 2006: 1. Slalom, 2. Kombination, 3. Riesenslalom, 4. Super-G
- Welschnofen 2007: 1. Riesenslalom, 1. Super-G, 1. Super-Kombination
- Rieden 2008: 1. Super-G, 1. Super-Kombination, 4. Slalom, 32. Riesenslalom
- Horní Lhota u Ostravy 2009: 1. Super-G, 1. Super-Kombination, 2. Slalom, 3. Riesenslalom

### Weltcup
- Top-10-Platzierungen im Gesamtweltcup:
  - Saison 2006: 08. Gesamtrang
  - Saison 2008: 10. Gesamtrang
  - Saison 2009: 06. Gesamtrang
  - Saison 2010: 07. Gesamtrang
  - Saison 2011: 05. Gesamtrang
- Zwei Siege und weitere fünf Podestplätze in Weltcuprennen

#### Weltcupsiege
| Datum              | Ort            | Land    | Disziplin           |
| ------------------ | -------------- | ------- | ------------------- |
| 16. August 2008    | Marbachegg     | Schweiz | Super-G             |
| 13. September 2009 | Forni di Sopra | Italien | Super-Kombination * |

* zeitgleich mit Jan Němec